# Овчинкино (Московская область)
Овчи́нкино — деревня в Раменском муниципальном районе Московской области. Входит в состав сельского поселения Константиновское. Население — 3 чел. (2010).

## Название
В 1577 году упоминается как пустошь Овчинкино, на плане Генерального межевания 1784 года — Авчинки, в списке 1862 года — Овчинки, в 1890 году — Авчинкино, впоследствии — Овчинкино. Название связано с некалендарным личным именем Овчинка.

## География
Деревня Овчинкино расположена в западной части Раменского района, примерно в 15 км к юго-западу от города Раменское. Высота над уровнем моря 142 м. В 2 км к северу от деревни протекает река Велинка. В деревне 4 улицы — Берёзовая, Полевая, Родниковая, Новая; на приписано территория Овчинкино. Ближайшие населённые пункты — деревни Ширяево и Хлыново. На выезде расположена молочная ферма.

## История
В 1926 году деревня входила в Ширяевский сельсовет Салтыковской волости Бронницкого уезда Московской губернии.
С 1929 года — населённый пункт в составе Бронницкого района Коломенского округа Московской области. 3 июня 1959 года Бронницкий район был упразднён, деревня передана в Люберецкий район. С 1960 года в составе Раменского района.
До муниципальной реформы 2006 года деревня входила в состав Константиновского сельского округа Раменского района.

## Население
| 1926 | 2002 | 2010 |
| ---- | ---- | ---- |
| 66   | ↘7   | ↘3   |

В 1926 году в деревне проживало 66 человек (22 мужчины, 44 женщины), насчитывалось 13 крестьянских хозяйств. По переписи 2002 года — 7 человек (2 мужчины, 5 женщин).